# Sazlijka
Sazlijka (bulgariska: Сазлийка) är ett vattendrag i Bulgarien.   Det ligger i regionen Chaskovo, i den centrala delen av landet, 220 km öster om huvudstaden Sofia.
Trakten runt Sazlijka består till största delen av jordbruksmark. Runt Sazlijka är det ganska glesbefolkat, med 38 invånare per kvadratkilometer.